# Венская конвенция о праве международных договоров
Венская конвенция о праве международных договоров от 1969 года — международная конвенция, закрепляющая основополагающие международно-правовые нормы, относящиеся к заключению, вступлению в силу, применению, расторжению, толкованию и соблюдению межгосударственных договоров.
Конвенция была подготовлена Комиссией международного права ООН и подписана в Вене (Австрия) в 1969 году. Конвенция вступила в силу в 1980 году и к настоящему времени насчитывает 116 государств-участников. Конвенция применяется к договорам, заключаемым между государствами в письменной форме. Договоры, заключаемые государствами с международными организациями и между последними, регулируются Венской конвенцией о праве договоров между государствами и международными организациями или между международными организациями 1986 года. Наряду с Конвенцией 1986 года и обычными нормами международного права, Венская конвенция о праве международных договоров 1969 года является важнейшим источником права международных договоров.

## Заключение и вступление договоров в силу

### Заключение договоров
Каждое государство имеет право заключать международные договоры, то есть обладает соответствующей правоспособностью.
Лицо, представляющее государство в целях принятия текста договора либо в целях выражения согласия на обязательность договора, должно иметь соответствующие полномочия либо в силу занимаемой должности считаться представляющим своё государство без предъявления полномочий. К последним относятся:
- главы государств, главы правительств, министры иностранных дел;
- главы дипломатических представительств (применительно к договорам с государствами, в которых они представляют своё государство);
- представители государств на международных конференциях и в международных организациях (для целей принятия текстов международных договоров на такой конференции или в такой организации).

Текст договора принимается всеми государствами, участвовавшими в его подготовке, или двумя третями голосов на международной конференции, если таким же большинством не было принято иное.
Конвенция предусматривает следующие способы выражения согласия на обязательность для государств договора:
- подписание;
- обмен документами, образующими договор;
- ратификация;
- принятие;
- утверждение;
- присоединение;
- другие способы, о которых условились государства[4].

В Конвенции описываются основные способы выражения согласия на обязательность договора и их особенности. Конвенция предусматривает также обязанность государств не лишать договор объекта и цели до его вступления в силу.

### Оговорки
В Конвенции определяются условия, в которых государства могут делать оговорки к международным договорам при подписании, ратификации, утверждении или присоединении. Для этого необходимо, чтобы:
- оговорки не запрещались прямо этим договором; или
- входили в число разрешённых договором оговорок; и
- не были несовместимы с объектом и целями договора.

В Конвенции также прописана процедура принятия оговорок и возражений против них, юридические последствия принятия оговорок и возражений против них и снятия оговорок и возражений против них.

### Вступление в силу договоров и их временное применение
В качестве общего правила Конвенцией предусматривается, что договор вступает в силу в порядке и в дату, указанные в договоре или иначе согласованные договаривающимися сторонами. Кроме того, в ней предусматриваются иные условия вступления в силу, в том числе, условия временного применения договора или его отдельных условий.

## Соблюдение, применение и толкование договоров

### Соблюдение и применение договоров
Статья 26 Конвенции подтверждает основополагающий принцип договорного права «Pacta sunt servanda», означающий, что действующие договоры обязательны для участников и должны добросовестно соблюдаться.
Кроме того, общим правилом является то, что договоры не имеют обратной силы, то есть не применяются в отношении событий, которые имели место до вступления договора в силу, если это не установлено явно. Кроме того, если иное не следует из договора, он действует в отношении всей территории договаривающихся государств.
Положения последующего договора имеют преимущественную силу перед положениями предшествующего договора с тем же кругом участников, за исключением случаев, когда в последующем договоре прямо предусмотрено преимущество положений предшествующего договора. Конвенция излагает также порядок применения положений предыдущего и последующего договора при несовпадении круга участников.

### Толкование договоров
В Конвенции освещаются принципы и правила толкования международных договоров.В частности, указывается, что договор должен толковаться добросовестно в соответствии с обычным значением его терминов в их контексте, а также в свете объекта и целей договора. Для целей толкования договора также учитываются:
- относящиеся к договору соглашения, подписанные в связи с ним участниками договора;
- документы, составленные участниками и принятые другими участниками в качестве относящихся к договору;
- последующие соглашения участников относительно толкования договора или применения его положений;
- нормы международного права, действующие между участниками.

Кроме того, возможно обращение к дополнительным средствам толкования, например, подготовительным материалам и обстоятельствам заключения договора. В статье 33 устанавливаются принципы толкования договоров, два или более текстов которых являются аутентичными, то есть имеют преимущественную силу.

### Договоры и третьи государства
В этой же части Конвенции излагаются принципы и положения, регулирующие правовые последствия заключения договоров для не участвующих в них государств (третьих государств). В качестве общего правила договор не создаёт прав и обязательств для третьих государств без их согласия на это.
При этом создание обязательства для третьего государства возможно только при наличии его письменного согласия на это. Согласие на приобретение по договору прав третьими государствами презюмируется до тех пор, пока не будут получены доказательства противного.
Отмена обязательств третьих государств по договору возможна только с согласия участников договора и самих третьих государств, которых это касается. Эти ограничения не относятся к случаям, когда договорные нормы становятся обязательными для государств в качестве обычной нормы международного права.

## Поправки к договорам и изменение договоров
Правила, касающиеся внесения поправок в договоры, в том числе в многосторонние договоры, а также заключения соглашений об изменении договоров, излагаются в статьях 39-41 Конвенции. Допустимо соглашение об изменении положений многостороннего договора в отношениях между отдельными участниками, если это предусмотрено в договоре или не запрещается им, и если такое изменение не затрагивает прав и обязанностей остальных участников договора и не препятствует осуществлению объекта и целей договора. Участники соглашения обязаны уведомить остальных участников договора о своём намерении заключить такое соглашение и о его содержании.

## Недействительность, прекращение и приостановление действия договоров
Действительность договора может оспариваться только на основании применения положений Венской конвенции. Прекращение договора, его приостановление, денонсация или выход из него участника может осуществляться только на основании положений самого договора или Конвенции.
В статье 44 Конвенции излагаются принципы, относящиеся к делимости договорных положений. Так, участник может приостановить договор, выйти из него или денонсировать его только полностью, если только в самом договоре или ином соглашении участников не указано иное.
На основание недействительности договора, его прекращения, выхода из него или прекращения его действия можно ссылаться только в отношении договора в целом, за исключением случаев, когда:
- такое основание касается только отдельных положений договора и эти положения отделимы от остального договора;
- из договора вытекает или иным образом установлено, что принятие этих положений не составляло существенного согласия участника или других участников на обязательность договора в целом;
- продолжение действия остального договора (без этих положений) не было бы несправедливым.

Делимость договоров (то есть сохранение в силе части его положений) не применяется к случаям, когда договор противоречит императивным нормам международного права, когда он был заключён в результате принуждения представителя государства или в результате применения государством силы или угрозы её применения.

### Недействительность договоров
Государства не вправе ссылаться в качестве основания недействительности договора на нормы внутреннего права, касающиеся его компетенции заключать договоры, если только нарушение не было явным (очевидным) и не касалось нормы внутреннего права особого значения.
Государства вправе ссылаться на ошибку (касающуюся обстоятельства или факта, составляющих существенную основу его согласия на обязательность договора) как основание недействительности договора, если только такое государство не знало о таких факте или обстоятельстве или не способствовало их возникновению.
Валидными основаниями недействительности договора являются обман или подкуп представителя государства.
Договоры, заключённые в результате угроз или действий против представителя государства, а также в результате применения силы или угрозы силой против государства, или противоречащие императивной норме международного права, являются ничтожными (то есть недействительными с момента заключения).

### Прекращение договоров и приостановление их действия
Прекращение договора или выход из него участника могут иметь место в соответствии с положениями этого договора или по взаимному согласию его участников. При этом многосторонний договор не прекращается из-за того, что в результате выхода участников из него общее число участников стало меньше требуемого для вступления договора в силу.
Не допускается денонсация договора или выход из него, если такой возможности не предусмотрено в самом договоре, за исключением случаев, когда из намерения участников следовало, что денонсация или выход допускаются, или если допустимость денонсации или выхода подразумевается самим характером договора.
Равным образом приостановление договора допускается по самому договору или с согласия всех его участников. Для приостановления договора между отдельными его участниками требуется, чтобы оно не затрагивало права оставшихся и не противоречило объекту и цели договора.
В статье 59 излагается порядок прекращения или приостановления договора в связи с заключением последующего договора.
Основанием прекращения договора или приостановления его действия полностью или частично является его существенное нарушение другим участником (для двустороннего договора). Для многосторонних договоров правила устанавливаются в статье 60, при этом дается определение существенного нарушения договора, которое состоит в таком отказе от договора, который не предусматривается Конвенцией или нарушает положение, имеющее существенное значение для осуществление объекта и целей договора.
Ещё одним основанием прекращения договора является невозможность его выполнения, определённая в статье 61.
В статье 62 излагаются правила, применяемые в случае коренного изменения обстоятельств (так называемый принцип «Rebus sic stantibus»). На коренное изменение обстоятельств государства вправе ссылаться, если такие обстоятельства составляли существенную основу согласия государства на обязательность договора или если последствия изменения обстоятельств коренным образом изменяют сферу действия обязательств, все ещё подлежащих выполнению по договору.
На коренное изменение обстоятельств нельзя ссылаться применительно к договорам, устанавливающим границу, и если коренное изменение обстоятельств являлось результатом нарушения этим участником обязательства по этому или иному договору.
Договор прекращается также вследствие возникновения новой императивной нормы международного права, которой он противоречит.

### Процедура
В статье 65 излагается процедура, которой следует придерживаться в случае недействительности договора, прекращения договора, выхода из него или приостановления его действия (порядок уведомлений других участников, сроки реакции других участников на уведомление и порядок разбирательства в случае возражений). В случае, когда связанные с этим споры между государствами не будут урегулированы в общем порядке в течение 12 месяцев с момента возражения, предписывается обращение к процедуре судебного разбирательства в Международном Суде ООН, международного арбитража или к процедуре разрешения споров, указанной в Приложении.

### Последствия недействительности, прекращения договора или приостановления его действия
Положения договора, недействительность которого установлена Конвенцией, не имеют юридической силы. Конвенция, однако, предусматривает юридические последствия и обязанности участников в связи с действиями, совершенными на основании такого договора.
Прекращение договора освобождает участников от обязательств по нему, если только договором не предусмотрено иное, но не влияет на права, обязанности и юридическое положение участников, возникшие в результате выполнения договора до его прекращения.
Отдельно рассматриваются юридические последствия договора, противоречащего императивной норме международного права, и последствия приостановления действия международного договора.

## Депозитарии, уведомления, исправления и регистрация
Конвенция определяет порядок назначения депозитария (указанного в договоре хранителя текста договора, которым может быть определённое государство или Генеральный Секретарь авторитетной международной организации, например, ООН или специализированного учреждения ООН), определяет функции депозитария и порядок сообщения депозитарию уведомлений и сообщений. Устанавливается также порядок внесения изменений в текст договора в случае ошибки и, кроме того, порядок регистрации и опубликования договоров.